# Tübingeni Egyetem
A Tübingeni Egyetem (németül: Eberhard Karls Universität Tübingen) Németország egyik legjobb, legelismertebb egyeteme. 1477-ben alapította I. Éberhárd württembergi herceg (Eberhard im Bart).

## Története
1477-ben alakult, jelenlegi nevét 1769-ben kapta, ma Baden-Württemberg 9 állami egyetemének egyike. Híres diákjai voltak többek között Johannes Kepler, XVI. Benedek pápa, Friedrich Hölderlin, Friedrich Schelling és Georg Wilhelm Friedrich Hegel. 1863-ban, első német egyetemként természettudományi kart hozott létre.

## Könyvtára
Könyvtárában több mint hárommillió önálló kötet és 7600 folyóirat található, a legidősebb könyvtárépület (Bonatzbau) 1912-ben, a főépület 1963-ban épült. Ezt egészítette ki 1989-ben az Alte Waschhalle épülete, majd a 2002-ben átadott Ammerbau. Részkönyvtárai és szakgyűjteményei találhatók még a Morgenstelle campuson, továbbá a tübingeni várban, ahol a régészeti, egyiptológiai és történeti orientalisztikai gyűjtemény kapott helyet.

## Nobel-díjasai
- William Ramsay (1904, kémia)
- Eduard Buchner (1907, kémia)
- Karl Ferdinand Braun (1909, fizika)
- Adolf Butenandt (1939, kémia)
- Albert Schweitzer (1952, békedíj)
- Georg Wittig (1979, kémia)
- Hartmut Michel (1988, kémia)
- Bert Sakmann (1991, fiziológia és orvostudomány)
- Christiane Nüsslein-Volhard (1995, fiziológia és orvostudomány)
- Günter Blobel (1999, fiziológia és orvostudomány)

## Karok
Eredeti et sorszámukkal:
- 1. Evangélikus teológia
- 2. Katolikus teológia (ld. még → tübingeni iskola)
- 3. Jogi Kar
- 4. Orvosi Kar
- 5. Filozófia Kar
- 6. Gazdaság- és társadalomtudományi Kar
- 7. Matematika és Természettudományi Kar, a  Kémia és gyógyszerész karok továbbfejlesztésével